# Nguyễn Văn Luyện
Nguyễn Văn Luyện (30 tháng 4 năm 1898 – 20 tháng 12 năm 1946) là một bác sĩ, Đại biểu Quốc hội Việt Nam khóa I. Ông sinh tại tỉnh Bắc Ninh. Ông tốt nghiệp xuất sắc Y khoa Đại học Đông Dương, ông sang Pháp làm luận văn y học xã hội về nạn tử vong của trẻ sơ sinh Việt Nam.

## Sự nghiệp
Năm 1928, trở về Việt Nam, ông hành nghề y và hoạt động xã hội vì người nghèo, cộng đồng; Ông đã từng đi tới các vùng núi xa xôi như Cao Bằng, Hà Giang, Tuyên Quang, Yên Bái… để khám, chữa bệnh cho người nghèo. Sau này, ông đã quyết định không làm cho Pháp, mở nhà thương tư nhân Ngõ Trạm ở 167 Phùng Hưng (Hà Nội) để hỗ trợ người nghèo, khơi dậy lòng tự tôn dân tộc, đồng thời viết báo, tuyên truyền kiến thức y học rộng rãi, nâng cao kiến thức bảo vệ sức khỏe cho cộng đồng. Để truyền bá rộng rãi quan điểm y học xã hội của mình, ông ra báo Tin Mới, một tờ báo bán rất chạy ở Hà Nội thời ấy do xu hướng tiến bộ và cập nhật tin sốt dẻo, in ấn đẹp. Đặc biệt, cuốn "Sản dục chỉ nam" (hướng dẫn cách chăm sóc bà mẹ và trẻ sơ sinh) của ông được in ấn, tái bản nhiều lần, có tác dụng rộng rãi trong nhiều cộng đồng dân cư. Ngoài ra, vợ chồng ông đã mua ngôi nhà ở 15 Hồ Xuân Hương với mục đích định mở trường tư thục Lam Sơn, giúp con em người nghèo mở mang dân trí. Ý nguyện tốt đẹp đó chưa kịp thực hiện thì chiến tranh nổ ra.
Tiền khởi nghĩa 1945, ông gia nhập đảng Dân chủ trong Mặt trận Việt Minh là Uỷ viên Ban chấp hành Trung ương của Đảng này. Đảng Dân chủ tình nguyện tham gia Mặt trận Việt Minh.
Sau Cách mạng ông được Hồ Chủ tịch mời cùng các nhân sĩ Bùi Bằng Đoàn, Bùi Kỷ … vào Ban cố vấn cho Chủ tịch Chính phủ. Ông trúng cử đại biểu Quốc hội ở Hà Nội, được cử vào Ban Thường trực Quốc hội.
Ông cũng còn là một trong những người được Chủ tịch Hồ Chí Minh tin tưởng giao nhiệm vụ tham gia phái đoàn của Việt Nam đi thương lượng tại Hội nghị Fontainebleau (Pháp) từ 6 tháng 7 đến ngày 10 tháng 9 năm 1946. Cuộc đàm phán không thành, ông cùng phái đoàn lên tàu thủy về Cảng Hải Phòng tháng 10 năm 1946

## Hy sinh
Trong tình hình cực kỳ căng thẳng hồi cuối năm 1946, khi thực dân Pháp luôn luôn gây hấn, kích động các đảng phái phản động chống Chính phủ Liên hiệp kháng chiến, Nguyễn Văn Luyện nhanh chóng viết và cho in một cuốn sách nhỏ, lên án chính sách thuộc địa mới của chính phủ De Gaulle và phanh phui thủ đoạn phỉnh phờ lôi kéo giới trí thức Việt Nam, hòng lập lại nền thống trị của Pháp.
Lo lắng bọn thực dân hiếu chiến và bè lũ phản động có thể manh động trả thù, Hồ Chí Minh thông qua Hoàng Minh Giám, lúc ấy đang giữ chức thứ trưởng nội vụ và là bạn thân của bác sĩ Luyện, đề nghị cho tổ chức đưa cả gia đình ông tản cư ra vùng an toàn ở ngoại thành nhưng ông trả lời trang nghiêm như một lời thề: “Hai con trai tôi, sinh viên y khoa, là tự vệ thành, đã quyết tử thủ. Tôi là bác sĩ, quyết không rời chiến sĩ”.
Khoảng 8g tối ngày 19 tháng 12 năm 1946, điện thành phố phụt tắt. Tiếng đại bác từ pháo đài Láng gầm vang, bắt đầu cuộc toàn quốc kháng chiến. Ông và hai con trai cầm vũ khí trực tiếp chiến đấu với quân Pháp và hy sinh ngay trong đêm tại nhà riêng 65 Lý Thường Kiệt, Hà Nội
Nhiều năm sau chiến tranh, Hồ Chí Minh vẫn còn quan tâm đến gia đình người bác sĩ đã tận hiếu với dân, tận trung với nước. Người ra những chỉ thị trực tiếp để các con gái bác sĩ Luyện được ăn học đến nơi đến chốn và có công ăn việc làm thuận lợi.
Năm 1953, ông được truy tặng danh hiệu Liệt sĩ và Huân chương Kháng chiến hạng Nhất.